# Carol Hanisch
Carol Hanisch (ur. 1942) – amerykańska feministyczna działaczka ruchu praw człowieka.

## Życiorys
W latach 60. i 70. XX wieku była członkinią organizacji Radical Women z Nowego Jorku i Women's Liberation z Gainsville w stanie Floryda.
W roku 1969 napisała esej pod tytułem "Osobiste jest polityczne" ("The personal is Political"). Hanisch twierdziła tam, że najbardziej osobiste sytuacje, o ile zrozumie się je w sposób dogłębny, ujawniają sposoby ubezwłasnowolnienia kobiet w społeczeństwie. Pokazywała, że "osobiste" prowadzi do fundamentalnych zagadnień politycznych.
Hasło "Osobiste jest polityczne" – użyte po raz pierwszy przez Hanisch – przyjęło się i stało się podstawowym założeniem radykalnego feminizmu.